# Batarà cap-roig
El batarà cap-roig (Thamnophilus ruficapillus) és una espècie d'ocell de la família dels tamnofílids (Thamnophilidae).

## Hàbitat i distribució
Viu entre la malesa dels boscos, freqüentment de ribera a zones de muntanya com Cusco i Puno (Perú) i també terres baixes del nord del Paraguai, sud-est del Brasil, Uruguai i nord-est de l'Argentina.

## Taxonomia
En algunes classificacions es considera que es tracta en realitat de dues espècies diferents:
- Thamnophilus subfasciatus Sclater et Salvin, 1876- batarà cap-roig septentrional.[2]
- Thamnophilus ruficapillus (sensu stricto) - batarà cap-roig meridional.[3]